# Sander van Gessel
Sander Branko van Gessel (Leidschendam, 4 novembre 1976) è un allenatore di calcio ed ex calciatore olandese, di ruolo centrocampista.